# Andon Bedros IX. Hassunian

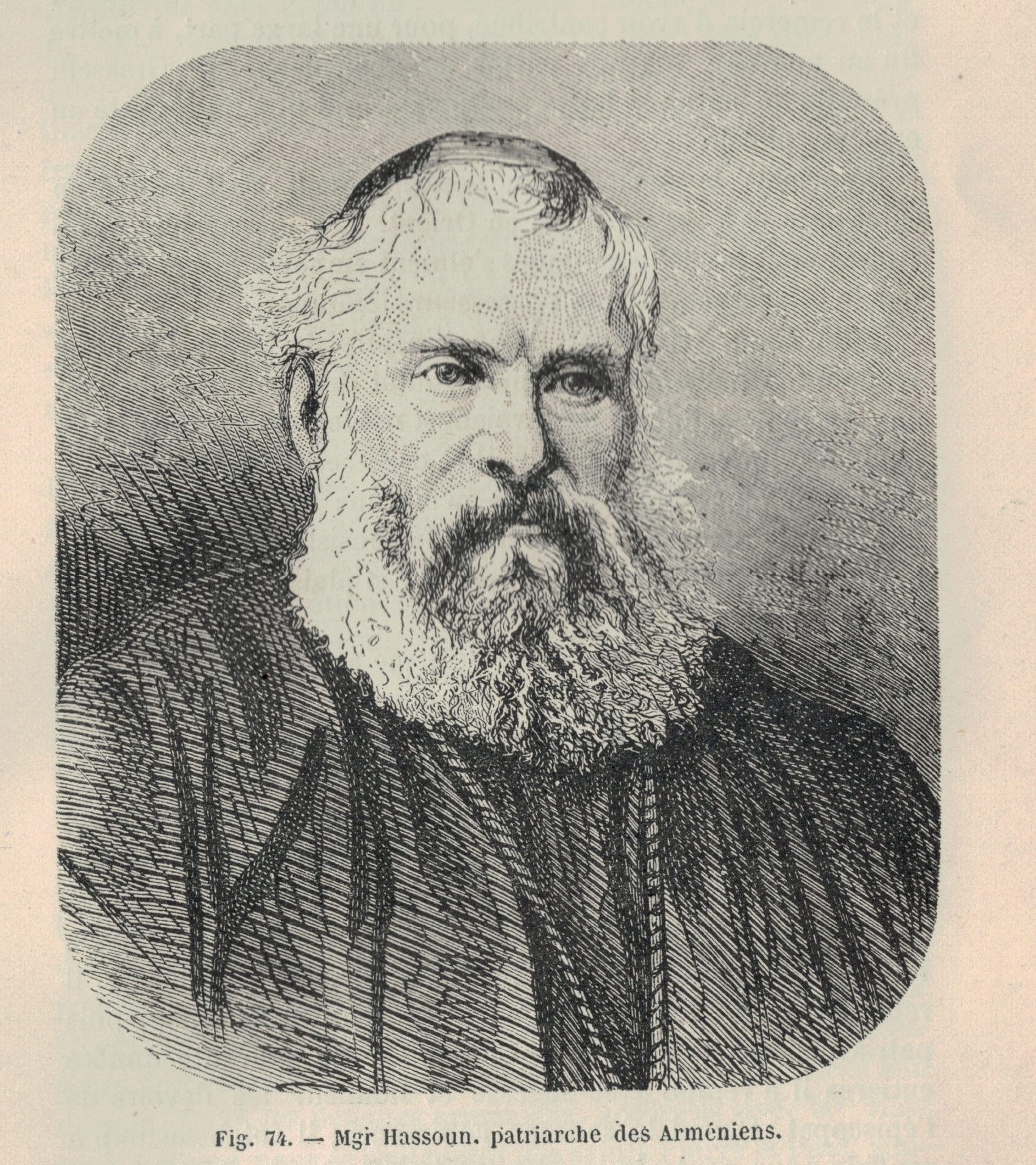
Patriarch Andon Bedros IX.

Andon Bedros IX. Hassunian, auch Anton Petrus IX. Hassunian (* 15. Juni 1809 in Istanbul; † 28. Februar 1884 in Rom), war der neunte armenisch-katholische Patriarch von Kilikien und der erste  Kardinal der Katholischen Kirche aus der Armenisch-Katholischen Kirche. Mit ihm wechselte der Sitz des katholischen Patriarchen von Kilikien von Bzommar im Libanon nach Konstantinopel.

## Leben
Hassunian wurde am 7. Juni 1842 zum Titularerzbischof von Anazarbus (Kilikien) und Koadjutor mit dem Recht der Nachfolge des armenisch-katholischen Erzbischof-Primas von Konstantinopel bestellt und empfing am 19. Juni 1842 durch Giacomo Filipo Kardinal Fransoni, Präfekt der Propaganda fide, die Bischofsweihe. Am 2. August 1846 übernahm er die Kathedra seines Vorgängers.
Am 5. Juni 1847 errichtete er die noch heute aktive armenisch-katholische Kongregation der armenischen Schwestern von der unbefleckten Empfängnis Mariens. In den Jahren um 1853/54 kam es zu heftigen innerkirchlichen Diskussionen um Mitwirkungsrechte armenischer Priester und Laien bei der Bischofs- und Patriarchenwahl, in die Papst Pius IX. energisch zugunsten der Privilegien des Episkopats und des römisch-päpstlichen Stuhles eingriff.
Nach dem Tod des kilikischen Patriarchen Krikor Bedros VIII. Der Asdvadzadourian († 1866) wurde Hassunian mit römischer Unterstützung am 14. September 1866 in Bzommar durch eine Synode von Bischöfen, entgegen bisheriger Gewohnheit ohne Beteiligung von Priestern und Laien, zum Patriarchen von Kilikien gewählt und am 12. Juli 1867 durch Papst Pius IX. bestätigt.

## Neuer Sitz des Patriarchen
1866 wurden beide armenisch-katholischen Jurisdiktionen im Osmanischen Reich, das Patriarchat und das Konstantinopler Erzbistum, vereinigt und die Residenz des Patriarchen von Bzommar nach Konstantinopel (Istanbul) verlegt. Hassunian nahm am Ersten Vatikanischen Konzil teil und unterstützte, als einziger Patriarch der Katholischen Ostkirchen, die 1870 erklärten Dogmen über Unfehlbarkeit und Universalprimat des römischen Papstes. Als Reaktion auf die Ereignisse kam es innerhalb der armenisch-katholischen Kirche für mehrere Jahre zu Unruhen und Kirchenspaltung, zum zeitweiligen oder definitiven Übertritt mehrerer Bischöfe und Mönchspriester, darunter Malachia Ormanian, zur armenisch-orthodoxen Kirche sowie zum Entzug der staatlichen Anerkennung Hassunians als Oberhaupt der armenisch-katholischen Kirche im Osmanischen Reich.

## Absetzung und Rücktritt
Am 13. Mai 1871 wurde Hassunian vom Staat abgesetzt und 1872 des Landes verwiesen. Die ihm 1871 von Pius IX. angebotene Erhebung zum Kurienkardinal lehnte er ab. Die Jahre 1872 bis 1876 verbrachte er als Patriarch im Exil in Rom. Den vorherigen Patriarchalsitz in Bzommar übernahmen Dissidenten und setzten einen armenisch-katholischen Gegenpatriarchen ein. Der auf Befriedung bedachte Papst Leo XIII. berief 1878 Hassunian erneut nach Rom und erreichte am 18. April 1879 die öffentliche Versöhnung der Dissidenten mit dem Heiligen Stuhl. Hassunian wurde am 13. Dezember 1880 zum Kardinalpriester mit der Titelkirche Ss. Vitale, Valeria, Gervasio e Protasio erhoben und trat im Juni 1881 offiziell vom Patriarchenamt zurück. Er starb am 28. Februar 1884. Grab auf dem Campo Verano.

## Konsekrationen
In seiner Amtszeit weihte er neun Bischöfe, diese übernahmen neu gegründete Eparchien. Aus diesen entstanden teilweise Titularbistümer, dieses sind: Ancyra degli Armeni, Trapezus degli Armeni, Mush degli Armeni und Marasc degli Armeni. Er weihte seinen Nachfolger Stephano Bedros X. Azarian zum Titularerzbischof von Nicosia.